# Acaena caesiiglauca
Acaena caesiiglauca är en rosväxtart som först beskrevs av Friedrich August Georg Bitter, och fick sitt nu gällande namn av Johannes Baptista Bergmans. Acaena caesiiglauca ingår i släktet taggpimpineller, och familjen rosväxter.

## Underarter
En underart finns:
- A. c. pilosa